# Gutenberg (cráter)

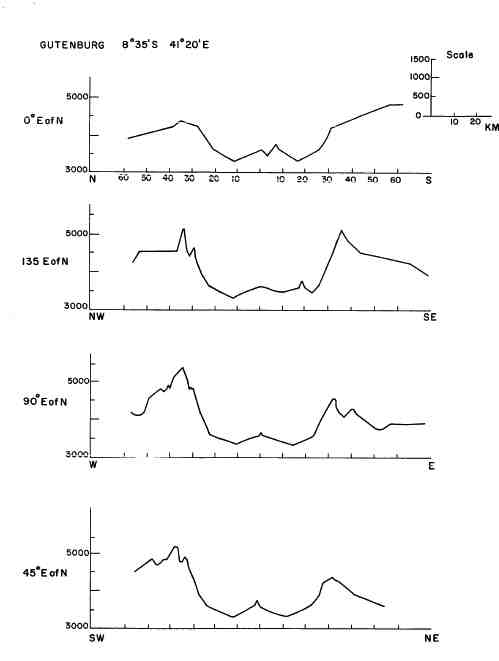
Perfiles transversales de Gutenberg

Gutenberg es un cráter de impacto que se encuentra en el borde oeste del Mare Fecunditatis, en el oriente de la cara visible de la Luna. Al sureste se halla el cráter Goclenius, y al sureste aparecen Magallanes y Colombo. Al oeste-suroeste se localiza el cráter Gaudibert, ubicado junto a los Montes Pyrenaeus que corren hacia el sur desde Gutenberg.
El borde de Gutenberg está desgastado y erosionado, sobre todo en el este, donde es invadido por el cráter de superposición Gutenberg E. Este cráter a su vez tiene lagunas en los sectores de su brocal sureste y suroeste, que hacia el este forman un paso al mar lunar. También presenta hendiduras y valles en el borde sur, donde se une a Gutenberg C. A su vez el cráter Gutenberg A invade el borde suroeste.
Los suelos de Gutenberg y de Gutenberg E han sido inundados en el pasado por la lava, formando un terreno relativamente llano en su parte inferior. Esta superficie es interrumpida en el noreste por un par de cañones que forman parte de las Rimae Goclenius, que se extienden hacia el noroeste de la región del cráter Goclenius. La elevación central de Gutenberg es un rosario semicircular de colinas de mayor altura en el sur, con la parte cóncava abierta hacia el este. El fondo del cráter no presenta otros rasgos significativos.

## Cráteres satélite
Por convención estos elementos son identificados en los mapas lunares poniendo la letra en el lado del punto medio del cráter que está más cerca de Gutenberg.
|           | \| Gutenberg \| Coordenadas \| Diámetro \| \| --------- \| ----------------------------- \| -------- \| \| A \| 9°00′S 39°54′E / -9.0, 39.9 \| 15 km \| \| B \| 9°06′S 38°18′E / -9.1, 38.3 \| 15 km \| \| C \| 10°00′S 41°06′E / -10.0, 41.1 \| 45 km \| \| D \| 10°54′S 42°48′E / -10.9, 42.8 \| 20 km \| \| E \| 8°12′S 42°24′E / -8.2, 42.4 \| 28 km \| \| F \| 10°12′S 42°36′E / -10.2, 42.6 \| 8 km \| \| G \| 6°00′S 40°00′E / -6.0, 40.0 \| 32 km \| \| H \| 6°42′S 39°00′E / -6.7, 39.0 \| 5 km \| \| K \| 7°12′S 40°48′E / -7.2, 40.8 \| 6 km \| |          |
| Gutenberg | Coordenadas | Diámetro |
| A         | 9°00′S 39°54′E / -9.0, 39.9 | 15 km    |
| B         | 9°06′S 38°18′E / -9.1, 38.3 | 15 km    |
| C         | 10°00′S 41°06′E / -10.0, 41.1 | 45 km    |
| D         | 10°54′S 42°48′E / -10.9, 42.8 | 20 km    |
| E         | 8°12′S 42°24′E / -8.2, 42.4 | 28 km    |
| F         | 10°12′S 42°36′E / -10.2, 42.6 | 8 km     |
| G         | 6°00′S 40°00′E / -6.0, 40.0 | 32 km    |
| H         | 6°42′S 39°00′E / -6.7, 39.0 | 5 km     |
| K         | 7°12′S 40°48′E / -7.2, 40.8 | 6 km     |